# Tân Hòa, Vĩnh Long
Tân Hòa là một xã thuộc tỉnh Vĩnh Long, Việt Nam.

## Địa lý
Xã Tân Hòa có vị trí địa lý:
- Phía đông giáp xã Hùng Hòa.
- Phía tây giáp thành phố Cần Thơ, ranh giới là Sông Hậu.
- Phía nam giáp xã Lưu Nghiệp Anh.
- Phía bắc giáp xã Phong Thạnh và Tiểu Cần.

Xã Tân Hòa có diện tích 61,21 km², dân số năm 2025 là 41.202 người, mật độ dân số đạt 673 người/km².

## Hành chính
Xã Tân Hòa được chia thành 8 ấp: An Cư, Cần Tiêu, Cao Một, Nhơn Hòa, Sóc Dừa, Tân Thành Đông, Tân Thành Tây, Trẹm.

## Lịch sử
Ngày 11 tháng 3 năm 1977, Hội đồng Chính phủ ban hành Quyết định số 59-CP về việc sáp nhập xã Tân Hòa thuộc huyện Tiểu Cần mới giải thể vào huyện Trà Cú quản lý.
Ngày 29 tháng 9 năm 1981, Hội đồng Bộ trưởng Việt Nam ban hành Quyết định số 98-HĐBT về việc sáp nhập xã Tân Hoà thuộc huyện Trà Cú vào huyện Tiểu Cần mới thành lập quản lý.
Ngày 15 tháng 10 năm 2019, HĐND tỉnh Trà Vinh ban hành Nghị quyết số 157/NQ-HĐND về việc sáp nhập ấp Sóc Tràm vào ấp Sóc Dừa.
Ngày 2 tháng 10 năm 2020, Bộ Xây dựng ban hành Quyết định số 1298/QĐ-BXD về việc công nhận thị trấn Tiểu Cần mở rộng (gồm thị trấn Tiểu Cần và một phần các xã Hiếu Tử, Phú Cần, Tân Hòa, Tân Hùng) là đô thị loại IV.
Ngày 16 tháng 6 năm 2025, Ủy ban Thường vụ Quốc hội ban hành Nghị quyết số 1687/NQ-UBTVQH15 về việc sắp xếp các đơn vị hành chính cấp xã của tỉnh Vĩnh Long năm 2025. Theo đó, sắp xếp toàn bộ diện tích tự nhiên, quy mô dân số của thị trấn Cầu Quan và các xã Tân Hòa, Long Thới thành xã mới có tên gọi là xã Tân Hòa.
Sau khi sáp nhập, xã Tân Hòa có 61,21 km² diện tích tự nhiên và dân số 41.020 người.